# Motu One (Isole Marchesi)
Motu One (in lingua locale "Isola di sabbia"; in francese le isole sono talvolta chiamate Îlots du Sable) è il nome di due piccole isole sabbiose, appartenenti all'arcipelago delle Isole Marchesi.
Sono le più settentrionali delle Isole Marchesi, e si trovano a circa 30 km a nord-est di Eiao ed a 15 km a nord-est di Hatutu.
Motu One fa amministrativamente parte del comune di Nuku Hiva.
La barriera corallina che le circonda ha un diametro di circa 5 km. Le isole si innalzano sul livello del mare per appena pochi metri.